# نبرد دریای مرجان
نبرد دریای مرجان نبردی دریایی است در جنگ جهانی دوم که در تاریخ ۴ می سال ۱۹۴۲ میان نیروی دریایی امپراتوری ژاپن و نیروی دریایی و هوایی ایالات متحده آمریکا و استرالیا شروع شد و در تاریخ ۸ مه سال ۱۹۴۲ به پایان رسید.